# Sergio Córdova
Sergio Duván Córdova Lezama (Calabozo, 9 de agosto de 1997) es un futbolista venezolano que juega como delantero en el B. S. C. Young Boys de la Superliga de Suiza.

## Trayectoria
Proveniente de la cantera del Arroceros de Calabozo, donde representó al equipo en ligas regionales y al estado Guárico a nivel nacional. En agosto de 2013 fue aceptado en las filas del Caracas Fútbol Club de la Primera División de Venezuela.
Comenzó a destacarse con el filial del Caracas F.C. desde su llegada, que con el equipo sub-18 logró 11 goles en 10 partidos. Su actuación produjo el ascenso al conjunto sub-20, donde en 14 partidos alcanzó la cifra de 5 goles. El 29 de marzo de 2014 fue convocado por primera vez al equipo mayor al encuentro de Primera División contra el Deportivo Lara, sin embargo no disputó minuto alguno.
El 27 de junio de 2014, las buenas participaciones en la Serie Nacional sub-18 y sub-20, producen el acuerdo profesional entre Sergio Córdova y la entidad capitalina, lo que le permitiría al joven de Guárico jugar con el Caracas Fútbol Club "B" o en el primer equipo hasta el año 2017.
En el segundo equipo, se le otorgó el dorsal 9 y fue pieza importante de la Tercera División Venezolana 2014/15. 
En junio de 2015 disputó la pretemporada con el primer equipo y logra anotar dos goles en los partidos ante Fiorentina Margarita y Margarita Fútbol Club.
Debutó con el primer equipo el 12 de julio en la primera jornada del Torneo Adecuación 2015 en el Estadio Antonio José de Sucre en la victoria 0-4 ante Tucanes de Amazonas, el juvenil ingresó de titular como volante derecho y anotó el primer gol del encuentro en el minuto 15' tras un centro raso de Armando Maita.

### Alemania
El 4 de julio de 2017 fue fichado por el F. C. Augsburgo de la 1. Bundesliga de Alemania con un contrato de cinco años. Anotó su primer gol en la jornada 2 de la Bundesliga contra el Borussia Mönchengladbach en el minuto 89 luego de que acabara de ingresar al partido desde el banco de suplentes.
El 17 de agosto de 2020 fue cedido al Arminia Bielefeld una temporada, hasta junio de 2021.

### Major League Soccer
Tras terminar la campaña 2020-21 regresó a Augsburgo, aunque en febrero de 2022 volvió a ser prestado, esta vez al Real Salt Lake. Tras esta cesión abandonó definitivamente el conjunto alemán después de ser traspasado al Vancouver Whitecaps en febrero de 2023.

### Regreso a Europa
Volvió al fútbol europeo en septiembre de 2023 después de fichar por el Alanyaspor turco, con el que firmó un contrato hasta 2027. En sus primeros meses en el equipo marcó tres goles en 18 partidos y el siguiente 7 de febrero fue prestado al P. F. C. Sochi.
El 30 de julio de 2025 se unió al B. S. C. Young Boys suizo por cuatro temporadas.

## Selección nacional
Debutó con la selección de fútbol de Venezuela, el 31 de agosto de 2017 en un partido por las Eliminatorias Sudamericanas al Mundial Rusia 2018 frente a Colombia, disputando 84 minutos en el encuentro que quedaría 0-0.

### Selecciones juveniles
En el año 2017 disputó el Sudamericano sub-20 con la selección de Venezuela disputando todos los partidos de tal certamen. En la fase final del campeonato logra marcar gol frente al combinado ecuatoriano, partido que terminó con victoria para La Vinotinto. En dicho certamen lograron clasificar al Mundial sub-20 de 2017.

#### Participaciones internacionales
| Torneo                                | Sede          | Resultado    | Partidos | Goles |
| ------------------------------------- | ------------- | ------------ | -------- | ----- |
| Sudamericano Sub-20 de 2017           | Ecuador       | Tercer lugar | 9        | 1     |
| Copa Mundial de Fútbol Sub-20 de 2017 | Corea del Sur | Subcampeón   | 7        | 4     |

### Selección mayor

#### Participaciones internacionales
| Torneo            | Sede   | Resultado    | Partidos | Goles |
| ----------------- | ------ | ------------ | -------- | ----- |
| Copa América 2021 | Brasil | Primera fase | 1        | 0     |

## Estadísticas

### Clubes
Actualizado al último partido jugado el 27 de noviembre de 2021.
| Club                       | Div.          | Temporada     | Liga  | Liga  | Liga   | Copas nacionales(1) | Copas nacionales(1) | Copas nacionales(1) | Copas internacionales(2) | Copas internacionales(2) | Copas internacionales(2) | Total | Total | Total  | Media goleadora(3) |
| Club                       | Div.          | Temporada     | Part. | Goles | Asist. | Part.               | Goles               | Asist.              | Part.                    | Goles                    | Asist.                   | Part. | Goles | Asist. | Media goleadora(3) |
| -------------------------- | ------------- | ------------- | ----- | ----- | ------ | ------------------- | ------------------- | ------------------- | ------------------------ | ------------------------ | ------------------------ | ----- | ----- | ------ | ------------------ |
| Caracas F. C. Venezuela    | 1.ª           | 2015-16       | 12    | 3     | 0      | 1                   | 1                   | 0                   | -                        | -                        | -                        | 13    | 4     | 0      | 0.30               |
| Caracas F. C. Venezuela    | 1.ª           | 2016-17       | 20    | 1     | 0      | -                   | -                   | -                   | 1                        | -                        | 1                        | 22    | 2     | 1      | 0.05               |
| Caracas F. C. Venezuela    | Total club    | Total club    | 32    | 4     | 0      | 1                   | 1                   | -                   | 1                        | -                        | 1                        | 35    | 6     | 1      | 0.17               |
| F. C. Augsburgo Alemania   | 1.ª           | 2017-18       | 26    | 2     | 2      | 1                   | 0                   | 0                   | -                        | -                        | -                        | 27    | 2     | 2      | 0.07               |
| F. C. Augsburgo Alemania   | 1.ª           | 2018-19       | 20    | 3     | 0      | 2                   | 0                   | 0                   | -                        | -                        | -                        | 22    | 3     | 0      | 0.13               |
| F. C. Augsburgo Alemania   | 1.ª           | 2019-20       | 16    | 2     | 1      | -                   | -                   | -                   | -                        | -                        | -                        | 16    | 2     | 1      | 0.12               |
| F. C. Augsburgo Alemania   | 1.ª           | 2021-22       | 9     | 0     | 0      | 1                   | 0                   | 0                   | -                        | -                        | -                        | 10    | 0     | 0      | 0.00               |
| F. C. Augsburgo Alemania   | Total club    | Total club    | 71    | 7     | 3      | 4                   | 0                   | 0                   | -                        | -                        | -                        | 75    | 7     | 3      | 0.09               |
| Arminia Bielefeld Alemania | 1.ª           | 2020-21       | 23    | 2     | 1      | 1                   | 0                   | 0                   | 0                        | 0                        | 0                        | 24    | 0     | 1      | 0                  |
| Arminia Bielefeld Alemania | Total club    | Total club    | 23    | 2     | 1      | 1                   | 0                   | 0                   | 0                        | 0                        | 0                        | 24    | 0     | 1      | 0.00               |
| Total carrera              | Total carrera | Total carrera | 116   | 13    | 4      | 4                   | 1                   | 0                   | 1                        | 0                        | 1                        | 122   | 14    | 5      | 0.09               |

(1) Datos de la Copa Venezuela y la DFB-Pokal
(2) Datos de la Copa Libertadores